# The Chosen (serie de televisión)
The Chosen es una serie dramática creada, dirigida y coescrita por el cineasta estadounidense Dallas Jenkins. Es la primera serie de varias temporadas sobre la vida y el ministerio de Jesús de Nazaret. 

## Producción

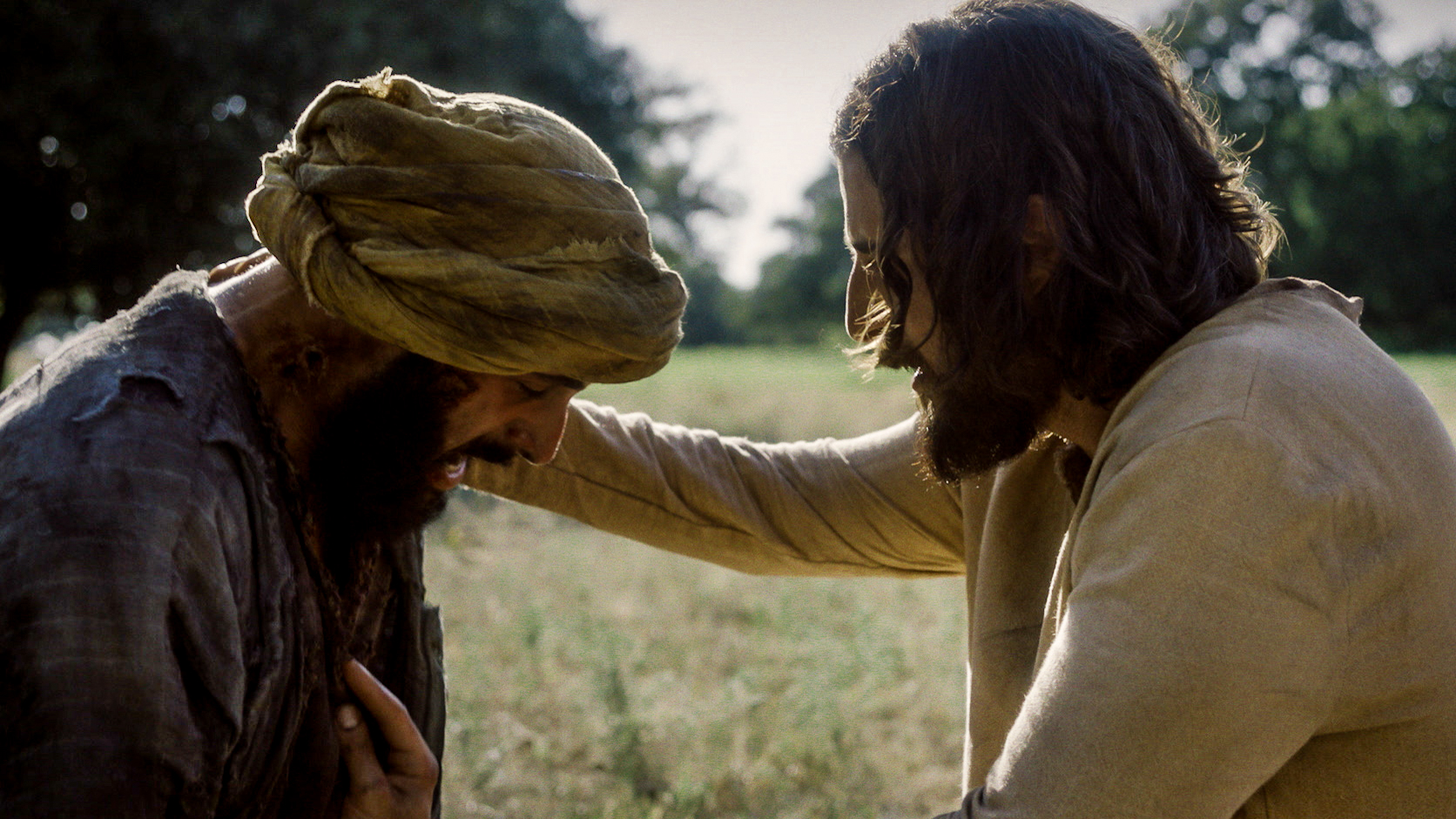
The Chosen –Una toma de la producción

Jenkins, el creador de la serie, quería crear una serie sobre Jesús que pudiera ser "vista compulsivamente", y esperaba que la nueva serie se distinguiera de las representaciones anteriores de Jesús al crear una historia en varias temporadas. La intención de Jenkins era, además de profundizar en las personas que se encontraron con Jesús y retratarlo "a través de los ojos de quienes lo conocieron", mostrarlo de una manera más "personal, íntima e inmediata".
Ambientada en la Judea del siglo I, la serie gira en torno a Jesús de Nazaret y las diferentes personas que lo conocieron y lo siguieron. La serie está protagonizada por Jonathan Roumie en el papel Jesús, junto a Shahar Isaac, Elizabeth Tabish, Paras Patel, Noah James, Janis Dardaris, Lara Silva, Shaan Sharma, Nick Shakoour, George H. Xanthis, Shayan Sobhian, Erick Avari, Kian Kavousi, Brandon Potter, Kirk BR Woller, Giavani Cairo, Jordan Walker Ross, Abe Martell, Joey Vahedi, Yasmine Al-Bustami, Vanessa Benavente, Yoshi Barrigas, Austin Reed Alleman y Alaa Safi.
La producción de la serie se finanza gracias al micromecenazgo; mientras que los capítulos se pueden ver gratuitamente, a cambio se les pide a los espectadores que "devuelvan el favor" contribuyendo con la cantidad que deseen para financiar futuras temporadas.
En 2021, los espectadores habían aportado 40 millones de dólares para su producción, lo que convirtió al proyecto en la más exitosa campaña de micromecenazgo realizada hasta el momento para una serie de televisión.

## Premios
En 2022, la serie ganó un premio Dove, en la categoría Película / serie inspiradora del año.